# Barrera de vapor

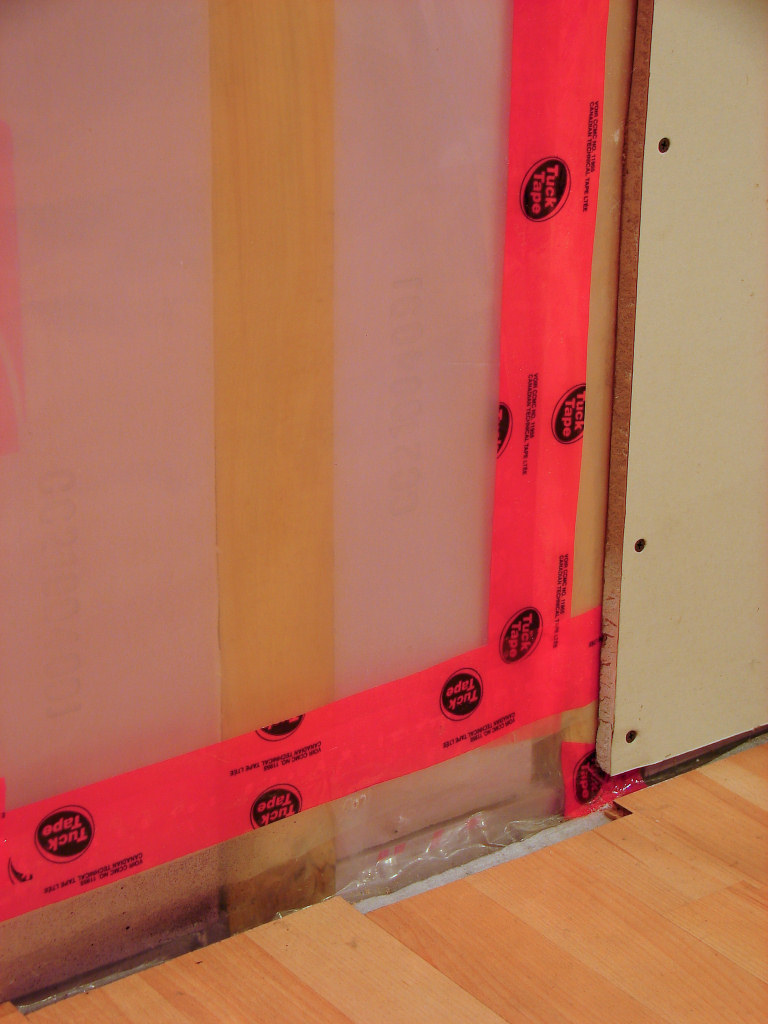

Una barrera de vapor es cualquier lámina o material que ofrezca gran resistencia al paso de vapor de agua. Se utilizan ampliamente en construcción para evitar las condensaciones intersticiales.

## Introducción
Al nivel del mar, la atmósfera tiene una presión media, según las unidades elegidas, de 1013 milibares, 760 mm Hg, o 101.325 Pa, y contiene de promedio aproximadamente un 1% de vapor de agua en suspensión.
Pero la cantidad de vapor de agua que puede contener el aire varía con la temperatura: a 20 °C, la máxima presión parcial de agua es de 17,50 mm Hg (2.333 Pa); mientras que a 0 °C, la cantidad baja a 4,58 mm Hg (610 Pa). Por este motivo, existen los conceptos de humedad absoluta y humedad relativa, siendo esta última un porcentaje entre la cantidad de agua presente en el aire, y la cantidad máxima de agua que puede haber. Si el vapor de agua supera la cantidad máxima (humedad relativa del 100%), el vapor de agua se condensa y precipita (punto de rocío).
Imaginese la siguiente situación: En una casa, en invierno, una persona se está duchando. La temperatura en el baño puede exceder fácilmente los 20 °C, y la humedad relativa probablemente alcance el 100%. Sin embargo, en el exterior, la temperatura puede ser de 0 °C. Por la pared que separa el baño de la calle va filtrándose el vapor de agua, pero al atravesar el aislante térmico, la temperatura pasa gradualmente de los 20 °C a los 0 °C, con lo que el aire ya no puede contener tanta cantidad de vapor, y éste se condensa en el aislante, mojándolo y haciendo que pierda sus propiedades en materiales como la lana de roca o de vidrio, no es así para los aislantes base algodón. Es aquí cuando se hace necesaria la barrera de vapor, para contener el paso de vapor hacia el aislante, permitiendo así que se mantenga seco.

## Tipos de barreras de vapor
Las barreras de vapor no son completamente impermeables al vapor de agua: son materiales de poca permeabilidad a este. En la práctica, se utiliza también el concepto de permeancia, que incluye el grosor además de la permeabilidad propia del material, pues una lámina del mismo material, pero doble grosor, será doblemente efectiva.
Las barreras de vapor pueden adoptar multitud de formas, ya que por propia definición, cualquier material con muy baja permeabilidad se considera barrera. La NBE-CT-79 (recientemente sustituida por el CTE) consideraba barrera de vapor cualquier lámina con resistencia al vapor de agua (Rv) superior o igual a 10 MN*s/g., con un límite superior de 230 MN*s/g. Así tenemos como ejemplos comunes:
- Láminas de polietileno
- Papel de estraza
- Láminas bituminosas
- Determinadas pinturas
- Papel de aluminio
- Cualquier lámina de metal
- Vidrio, etc.
- Algodón o lana de oveja.
- Ladrillos de hormigón de cáñamo-cal (Lime-Hempcrete)

## Colocación de las barreras de vapor
Las barreras de vapor se colocan en el lado caliente de los cerramientos, pues su función es controlar el paso del vapor desde el lado caliente al lado frío, que es la situación en la que se produce la condensación. Debido a esto, en climas fríos la lámina se coloca por el interior del aislante, y en climas más cálidos, por la cara exterior. 
También se utiliza en las soleras, para protegerlas de la humedad del terreno y evitar fenómenos de eflorescencia por capilaridad.